# Baling Haojian
Baling Haojian (chiń. 巴陵顥鑑; pinyin Balíng Hàojiàn; kor. P’arung Hogam; jap. Haryō Kōkan; wiet. Ba Lăng Hạo Giám/Ba Lăng Hảo Kiểm) – chiński mistrz chan ze szkoły yunmen.

## Życiorys
Był uczniem mistrza chan Yunmena Wenyana. Żył i nauczał w klasztorze Xinkai w mieście Baling w Yuezhou (obecnie miasto Yueyang w prowincji Hunan).
W czasie ich pierwszego spotkania Yunmen spytal Balinga: „Mistrz Xuefeng powiedział: 'Otwórz bramę i wejdzie Bodhidharma.' Pytam cię, co to znaczy?”
Baling powiedział: „Zatykanie nozdrzy mistrza.”
Yunmen powiedział: „Król Ducha ziemi uwolnił swoje zło. Demon skacze z góry Sumeru do nieba Brahmy i zaciska nozdrza Niebiańskiego Cesarza! Dlaczego ukryłeś swoje ciało w Japonii?”
Baling powiedział: „Lepiej, żeby mistrz nie zwodził ludzi.”
Yunmen powiedział: „Zatykanie nozdrzy starego mnicha, jak chcesz to zrobić?”
Baling milczał.
Yunmen powiedział: „Teraz wiem, że tylko studiujesz ciąg słów.”
Gdy Baling objął pozycję nauczyciela, nie stworzył dokumentu sukcesji dla swoich uczniów. Używał tylko trzech przekształcających zdań, jako sposobu osiągnięcia istoty szkoły yunmen. Były to „Trzy Bariery Balinga”.
Mnich spytał: „Co to jest Dao?”
Baling powiedział: „Jasno widząca osoba wpada do studni.”
Mnich spytał: „Czym jest 'nadęty pierzasty miecz?'”
Baling powiedział: „Koralowe gałęzie podtrzymują księżyc.”
Mnich spytał: „Czym jest stara pani chanu?”
Baling powiedział: „Świeży śnieg w srebrnej misce.”
- Mistrz Baling pojawia się w gong’anie 13 i 100 w Biyan lu.

## Linia przekazu Dharmy zen
Pierwsza liczba oznacza liczbę pokoleń mistrzów od 1 Patriarchy indyjskiego Mahakaśjapy.
Druga liczba oznacza liczbę pokoleń od 28/1 Bodhidharmy, 28 Patriarchy Indii i 1 Patriarchy Chin.
- 39/12. Xuefeng Yicun (822-908)

- 40/13. Furong Lingxun (bd)
- 40/13. Jingqing Daofu (863-937) (także Shunde)
- 40/13. Cuiyan Yongming (bd)
- 40/13. Baofu Congzhan (zm. 928)

- 41/14. Zhaoqing Wendeng (884–972)
- 41/14. Baoci Wenqin (bd)
- 41/14. Yanshou Huilun (bd)

- 42/15. Guizong Daoquan (bd)

- 40/13. Xuansha Shibei (835-908)

- 41/14. Luohan Guichen (867-928)

- 42/15. Longji Shaoxiu (bd)
- 42/15. Tianbing Congyi (bd)
- 42/15. Qingqi Hongjin (bd)
- 42/15. Fayan Wenyi (885-958) szkoła fayan

- 40/13. Yunmen Wenyan (862-949) szkoła yunmen

- 41/14. Shuangquan Shikuang (bd)

- 42/15. Fuchang Weishan (bd)

- 41/14. Fengxian Congshen* (bd) *Daoshen?

- 42/15. Lianhua Fengxiang (bd)
- 42/15. Xiang Anzhu (bd)

- 41/14. Baling Haojian (bd)

- 42/15. Cheng Sansheng (bd)

- 41/14. Dongshan Shouchu (910-990)

- 42/15. Nanyue* Liangya (bd) *Fuyuan

- 43/16. Chenggu Jianfu (zm. 1045)

- 41/14. Deshan Yuanming (bd)

- 42/15. Wenshu Yingzhen (bd)
- 42/15. Bu’an Dao (bd)

- 43/16. Dongshan Xiaocong (bd)

- 44/17. Fori Qisong (1007-1072)

- 41/14. Xianglin Chengyuan (908-987)